# August Ternes
August Ternes (* 30. März 1872 in Düsseldorf; † 1938 ebenda) war ein deutscher Porträt-, Genre-, Tier- und Stilllebenmaler der Düsseldorfer Schule.

## Leben
Ternes studierte ab 1892 Malerei an der Kunstakademie Düsseldorf. Dort waren Heinrich Lauenstein, Hugo Crola, Adolf Schill, Peter Janssen der Ältere, Eduard von Gebhardt und Arthur Kampf seine Lehrer. 1894/1895 bewarb er sich vergeblich um ein Malerei-Stipendium der Aders-Tönnies-Stiftung. Ternes profilierte sich insbesondere als Tiermaler. Hierbei schuf er oft großformatige jagdliche Motive. Jedoch malte er auch christliche Figurendarstellungen (Altarbilder), Porträts und Stillleben.